# Malene Espensen
Malene Espensen (født 30. juni 1981 i København) er en dansk glamour og nøgenmodel bosat i Storbritannien. Inden hun fik en brystforstørrende operation havde hun en DD-skål, men oplyser  nu, at hun har en 32FF-skål. 
I 2004 vandt Espensen Sunday Star Pinup Girl of the Year-konkurrencen og er især kendt i Storbritannien, Europa og Australien. 
Espensen har været nøgenmodel for en  lang række britiske blade såsom The Sun, Daily Star foruden M!, FHM og Playboy, Hun har også haft en mindre rolle i den britiske tv-serie Brainiac. 
Siden 2006 har Espensen været husmodel for peanutfirmaet Big D.

## Ekstern henvisning
- Officiel hjemmeside Arkiveret 5. marts 2010 hos  Wayback Machine